# Chi Hung thảo
Chi Hung thảo (danh pháp khoa học: Haloragis) là một chi thực vật có hoa trong họ Haloragaceae.